# Marlborough (Massachusetts)
Marlborough je město v Middlesex County v americkém státě Massachusetts. V roce 2010 v něm žilo 38 499 obyvatel.

## Dějiny
Městská práva obdrželo v roce 1660 a v roce 1890 povýšilo v souvislosti se změnou administrativní správy v Nové Anglii. V té době se stalo prosperujícím průmyslovým městem.